# Alec Empire
Alec Empire, właśc. Alexander Wilke-Steinhof (ur. 2 maja 1972 w Charlottenburg, w Berlinie Zachodnim) – niemiecki muzyk i wokalista, współzałożyciel i lider zespołu Atari Teenage Riot i twórca gatunku muzycznego znanego jako digital hardcore. W 1994 wraz z Joelem Amaretto i Pete’em Lawtonem założył wytwórnię Digital Hardcore Recordings.
W wieku 12 lat założył swój pierwszy zespół – Die Kinder. Jako nastolatek występował w zespołach punkowych. W tym okresie poznał Hanin Elias. W 1992 poznał Carla Cracka i razem z Elias utworzyli Atari Teenage Riot. Z zespołem nagrał wszystkie albumy studyjne i szereg innych wydawnictw. W 2000 zespół został rozwiązany, a Empire – tak jak pozostali członkowie zespołu – więcej uwagi poświęcił projektom solowym. Do dziś współpracuje z Nic Endo, która do Atari Teenage Riot dołączyła w 1997. Wraz z nią i CX KiDTRONiKiem reaktywował zespół w 2010.

## Dyskografia
Albumy studyjne
- Generation Star Wars (1994)
- Low on Ice (The Iceland Sessions) (1995)
- Hypermodern Jazz 2000.5 (1996)
- The Destroyer (1996)
- Les Étoiles des Filles Mortes (1996)
- Funk Riot Beat (jako Death Funk) (1997)
- The Curse of the Golden Vampire (jako The Curse of the Golden Vampire, wraz z Techno Animal) (1998)
- Death Breathing (jako DJ 6666 feat. The Illegals) (1998)
- We Punk Einheit! (jako Nintendo Teenage Robots) (1999)
- Miss Black America (1999)
- Alec Empire vs Elvis Presley (1999)
- Intelligence and Sacrifice (2001)
- Futurist (2005)
- The Golden Foretaste of Heaven (2007)

Minialbumy
- SuEcide (pt.1) (1992)
- SuEcide (pt.2) (1992)
- Digital Hardcore E.P. (1994)
- Death E.P. (1994)
- No Savety Pin Sex E.P. (jako No Safety Pin Sex) (1997)
- Shards of Pol Pottery: The 2001 Remixes (wraz z El-P) (2001)
- New World Order EP (2001)
- On Fire EP (2007)
- Shivers (2009)

Albumy kompilacyjne
- Limited Editions 1990-94 (1994)
- Squeeze the Trigger (1997)
- The Geist of Alec Empire (1997)
- Bass Terror (2008)
- The Jaguar (93-96) (2023)
- Gang Wars (2023)

Albumy koncertowe
- Live CBGB's NYC 1998 (wraz z Merzbow) (2003)
- The CD2 Sessions: Live in London 7 12 2002 (2003)

Ścieżki dźwiękowe
- Volt (2017)
- My Talk with Florence (2020)

Single
- „Addicted to You” (2002)
- „The Ride” (2002)
- „Gotta Get Out” (2005)
- „Kiss of Death” (2005)
- „Robot L.O.V.E.” (2007)

Pod pseudonimami
- „Youth Against Racism” – jako Nero na kompilacji Destroy Deutschland! (1993)
- Cook EP jako DJ Mowgly (1994)
- „Spinball Attack” – jako Naomi Campbell na kompilacji Braindead (1994)
- „Noise So Sweet” i „Dreadlock Kool” – jako P.J.P. na kompilacji Rough and Fast (1994)

Remiksy
- 2010 – IAMX „I Am Terrified"
- 2007 – Emigrate „New York City” / Motor, Edel Records
- 2006 – Most Precious Blood „Oxygen Dept” / Halo 8 Records USA
- 2005 – Rammstein „Mann Gegen Mann” / Universal Island Records
- 2005 – Coil „Tribute To Coil” / Fulldozer Records Russia
- 2004 – Panic DHH „Reach” / Gonzo Circus Records
- 2004 – Rammstein „Amerika” / Universal Music
- 2003 – Chris Vrenna „Skool Daze” / Waxploitation Records USA
- 2003 – Brainbombs „It's a Burning Hell” / Load Records USA
- 2002 – Primal Scream „Miss Lucifer” / Columbia Records, Sony
- 2000 – Guitar Wolf – „Jet Virus” / KiOon Records Japan
- 2000 – Godzilla 2000 Soundtrack „March of Godzilla” / Nippon Columbia
- 1999 – Collision Course (El-P, Company Flow) „Trapped in 3D” / PIAS UK
- 1998 – Techno Animal vs. Reality „Atomic Buddha” / City Slang, Labels
- 1998 – Shonen Knife – „Keep On Rockin” / MCA Victor Japan
- 1998 – Thurston Moore „Root” / Lo Recordings
- 1998 – Mogwai „Like Herod” / Eye Q Records UK, Jet Set Records
- 1998 – Mark Stewart „Consumed” / Mute Records
- 1997 – Björk „Joga” / Columbia Records
- 1997 – Buffalo Daughter „Dr Moog” / Grand Royal Records
- 1997 – Bottom 12 – „Dance or be shot"
- 1997 – Schweisser „Friss Scheiße” / Intercord Tonträger GmbH
- 1997 – Einstürzende Neubauten „The Garden” / Mute Records
- 1997 – Violent Onsen Geisha & DMBQ „Mood of Mods Generation” / ZK Records Japan
- 1997 – Mad Capsule Markets „Crash Pow” / Viktor Entertainment Japan
- 1997 – Björk „Joga” / Mother Records
- 1997 – Björk „Bachelorette” / One Little Indian Records
- 1997 – Audio Active „My Way” / On U-Sound Records
- 1997 – Nicolette „No Government” / Talkin Loud Records
- 1996 – Bindenmittel – „Unification” WEA Records
- 1996 – Think About Mutation/ Ooomph „Motor Razor"
- 1996 – Cibo Matto „Know Your Chicken” / Blanco Y Negro Records
- 1996 – Schorsch Kamerun „Die Menschen aus Kiel” / L'Age D’Or Records
- 1996 – Stereo Total „Dactylo Rock”
- 1996 – Nicolette „Beautiful Day” / Mercury Records/ Talkin Loud Rec.
- 1994 – Air Liquide „Abuse Your Illusions Pt.1”
- 1993 – Space Cube „Dschungelfieber” / Riot Beats